# Чемпіонат світу з художньої гімнастики 2017
Чемпіонат світу з художньої гімнастики 2017 пройшов з 30 серпня по 3 вересня в місті Пезаро, Італія, у спортивному комплексі Adriatic Arena.

## Медалісти
| Дисципліна         | Золото              | Срібло                 | Бронза                  |
| Особиста першість  | Особиста першість   | Особиста першість      | Особиста першість       |
| ------------------ | ------------------- | ---------------------- | ----------------------- |
| Абсолютна першість | Діна Аверіна (RUS)  | Аріна Аверіна (RUS)    | Ліной Ашрам (ISR)       |
| Вправа з булавами  | Діна Аверіна (RUS)  | Аріна Аверіна (RUS)    | Кароліна Мінагава (JPN) |
| Вправа з обручем   | Аріна Аверіна (RUS) | Діна Аверіна (RUS)     | Невяна Владінова (BUL)  |
| Вправа зі стрічкою | Аріна Аверіна (RUS) | Діна Аверіна (RUS)     | Ліной Ашрам (ISR)       |
| Вправа з м'ячем    | Діна Аверіна (RUS)  | Катерина Галкіна (BLR) | Аріна Аверіна (RUS)     |

## Медалісти (групові вправи)
| Дисципліна           | Золото         | Срібло         | Бронза         |
| Групові вправи       | Групові вправи | Групові вправи | Групові вправи |
| -------------------- | -------------- | -------------- | -------------- |
| Групова першість     | Росія          | Болгарія       | Японія         |
| 5 обручів            | Італія         | Росія          | Японія         |
| 3 м'ячі + 2 скакалки | Росія          | Японія         | Болгарія       |

## Медальний залік
| Місце               | Країна              | Золото | Срібло | Бронза | Загалом |
| ------------------- | ------------------- | ------ | ------ | ------ | ------- |
| 1                   | Росія               | 7      | 5      | 1      | 13      |
| 2                   | Італія              | 1      | 0      | 0      | 1       |
| 3                   | Японія              | 0      | 1      | 3      | 4       |
| 4                   | Болгарія            | 0      | 1      | 2      | 3       |
| 5                   | Білорусь            | 0      | 1      | 0      | 1       |
| 6                   | Ізраїль             | 0      | 0      | 2      | 2       |
| Загалом (6 збірних) | Загалом (6 збірних) | 8      | 8      | 8      | 24      |